# Ню Лъндън
Ню Лъндън (на английски: New London) е град в Кънектикът, Съединени американски щати. Разположен е при вливането на река Темс в Атлантическия океан. Населението му е 27 072 души (по приблизителна оценка от 2017 г.).
В Ню Лъндън е родена писателката Елизабет Костова (р. 1964).